# Amphiblestrum crassispinosum
Amphiblestrum crassispinosum is een mosdiertjessoort uit de familie van de Calloporidae. De wetenschappelijke naam van de soort is voor het eerst geldig gepubliceerd in 1954 door Silén.